# 25490 Kevinkelly
25490 Kevinkelly (tên chỉ định: 1999 XN84) là một tiểu hành tinh vành đai chính. Nó được phát hiện bởi dự án Nghiên cứu tiểu hành tinh gần Trái Đất Lincoln ở Socorro, New Mexico, ngày 7 tháng 12 năm 1999. Nó được đặt theo tên Kevin Kelly, an American educator ở Lexington, Massachusetts.